# Expurgo
Expurgo (português brasileiro) ou purga (português europeu) é o processo de expurgar, expelir, expulsar, exilar ou eliminar algo, no sentido de desfazer-se de um problema e colocar para fora um objeto com conotação negativa.
Em política, a palavra descreve recursos utilizados por entidades (principalmente partidos políticos, sindicatos e movimentos) para remover de seus quadros os militantes que firam as regras ou os princípios do grupo, que tenham ferido normas internas ou que contrariem a orientação coletiva. Às vezes, mas não por via de regra, os expurgos podem resultar de perseguições e injustiças cometidas por líderes políticos contra seus adversários ou dissidentes. Muitos militantes e teóricos contestam a legitimidade do expurgo como forma de garantir a coesão interna do partido, principalmente aqueles prejudicados por este processo. Para estes críticos, o expurgo é uma tática violenta para reprimir a oposição interna. Para os defensores deste recurso, no entanto, o expurgo é necessário para punir traidores e renovar os quadros do partido. Embora rara, a restauração (às vezes póstuma) da legitimidade de pessoas expurgadas pode ocorrer e é um processo conhecido como reabilitação.

## História
O termo ganhou uso disseminado para se referir ao Grande Expurgo, o processo de reforma interna realizado pelo Partido Comunista da União Soviética entre 1936 e 1937. Na ocasião, foram expulsos do Partido e do país vários militantes da chamada "Velha Guarda Bolchevique", revolucionários pioneiros e militantes ativos e, após processos judiciais (reunidos nos chamados Processos de Moscou), vários foram condenados a penas severas como exílio, trabalho forçado, prisão perpétua e morte.
Um dos mais famosos expurgos da História, no entanto, foi o chamado período do Terror, vigente na França após a Revolução de 1792 e ocorrido durante o governo de Robespierre e da facção jacobina. Na ocasião, o expurgo (simbolizado pelo uso intensivo da guilhotina para execução de condenados) atingiu centenas de nobres, aristocratas, burgueses mas também cidadãos comuns que discordavam da violência estatal.
Na China também houve expurgos após a revolução de 1949, afastando do poder os elementos ligados ao regime do Kuomintang. O mesmo voltou a ocorrer após os distúrbios de 1989 na Praça da Paz Celestial, com o afastamento de Zhao Ziyang, que tentara tomar o poder usando os manifestantes.
Ainda na esfera socialista, houve expurgos em vários países do Leste Europeu no período entre 1945 e 1956 (desde o fim da Segunda Guerra e a ascensão dos partidos comunistas até a desestalinização de Khruschov). Na Hungria, líderes não-comunistas ou mesmo comunistas como Rajk e Kádár foram expurgados no governo de Rákosi. Na Iugoslávia, por outro lado, houve expurgo de stalinistas e dissidentes de direita, como Milovan Djilas. Muitos deles foram enviados como prisioneiros para a ilha de Goli Otok.